# Francesco Ielpo
P. fra Francesco Ielpo O.F.M. (* 18. května 1970, Lauria, Provincie Potenza) je italský katolický řeholník a kněz, který je od 24. června 2025 Kustodem Svaté země.

## Stručný životopis
Do františkánského řádu vstoupil během univerzitních studií, roku 1998 složil věčné sliby a roku 2000 přijal kněžské svěcení. VYstřídal více funkcí: učil náboženství, byl rektorem Institutu Franciscanum Luzzago v Brescii, definitorem lombardské provincie; farářem kostela sv. Antonína z Padovy ve Varese (2010–2013). V letech 2013–2016 byl komisařem Svaté země v Lombardii a v letech 2016–2023 komisařem Svaté země pro provincii severní Itálie. Od roku 2014 je členem správní rady Asociace Pro Terra Sancta. Od roku 2022 je předsedou Nadace Terra Santa, delegátem Kustoda Svaté země pro Itálii. Papež Lev XIV. dne 24. června 2025 potvrdil jeho volbu kustodem Svaté země, kteoru provedl generální ministr františkánského řádu spolu s definitory.